# فوتبال در قطر
فوتبال در قطر توسط فدراسیون فوتبال قطر سازماندهی می‌شود. فوتبال ورزش شماره یک کشور قطر است.